# Wilhelm Marstrands Gade
Wilhelm Marstrands Gade er en gade i Kartoffelrækkerne i København, som strækker sig mellem Øster Farimagsgade og Øster Søgade.
Gaden er opkaldt efter maleren Wilhelm Marstrand (1810-1873).